# Света Неделя (Слатино)
Вижте пояснителната страница за други значения на Света Неделя.
„Света Неделя“ (на македонска литературна норма: „Света Недела“) е възрожденска църква в охридското село Слатино, Северна Македония. Църквата е част от Охридското архиерейско наместничество на Дебърско-Кичевската епархия на Македонската православна църква – Охридска архиепископия.

## Местоположение
Църквата е разположена в Долната махала и затова е известна като Долната, за разлика от Горната - „Света Богородица“, както и „Света Стара Неделя“.

## История
Завършена е в 1858 година, а изписана в 1875 година от Аврам Дичов и брат му Спиридон. На ктиторския надпис на южната страна на църквата се посочва подкрепата на охридския митрополит Натанаил, споменати са и зографите, както и годината на изписване.